# إد (مسلسل تلفزيوني)
ftergoodman.oi
إد دراما تلفزيونية اجتماعية عن محامي في بلدة صغيرة يمتلك صالة بولينج ووجهة نظره للقضايا الغريبة التي تواجهه ودوره فيها كمحامي ودوره الإنساني مما يفعل، ومواجهته مع صديقته التي لا يستطيع البوح لها عن حبه لخوفه بانقطاع صداقتهما إذا ما تحولت إلى حب، وتجاهلها من جهه أخرى لذلك لعدم وجود سبب مقنع من جهتها.
وصديقة الدكتور الذي يمتلك حياة مختلفة عن ما يدور في عيادته من مزاح وتحديات دائماً ما تكون محرجة بينه وبين صديقة إد.

## روابط خارجية
- إد على موقع IMDb (الإنجليزية)
- إد على موقع ميتاكريتيك (الإنجليزية)
- إد على موقع روتن توميتوز (الإنجليزية)
- إد على موقع أول موفي (الإنجليزية)
- إد على موقع كينوبويسك (الروسية)
- إد على موقع ألو سيني (الفرنسية)
- إد على موقع قاعدة بيانات الفيلم (الإنجليزية)